# Fox Retro
Fox Retro è stato un canale televisivo tematico italiano d'intrattenimento edito dalla Fox International Channels Italy era disponibile sulla piattaforma televisiva satellitare Sky nel pacchetto "Sky TV" alla posizione 141.
Il canale trasmetteva telefilm degli anni sessanta, settanta, ottanta e novanta.

## Storia
Fox Retro ha debuttato il 1º agosto 2009, insediandosi sul canale numero 121 dello Sky Box, al posto dello storico canale RaiSat Extra, uscito da Sky il giorno prima per approdare sul digitale terrestre. L'8 novembre 2010 Fox Retro è stato spostato al canale 132,  mentre dal 16 ottobre 2013 passa alla posizione 118; il 29 marzo 2014 si è trasferito al canale 127. Il 26 ottobre 2014 il canale ha cambiato nuovamente posizione alla numero 141 della piattaforma. Fox Retro ha chiuso definitivamente il 31 dicembre 2014.
Alcuni dei programmi trasmessi sul canale venivano aggiunti al palinsesto notturno di Fox Comedy, chiuso il 1º ottobre 2019.

## Palinsesto

### Prima visione
- Wonder Woman (st. 1)
- La tata - speciale di Natale
- i bambini del Kidz Bop

### Avventura
- Attenti a quei due
- Baywatch
- Hazzard
- MacGyver

### Comedy
- A-Team
- La famiglia Addams
- La famiglia Bradford
- La strana coppia
- Love Boat
- Moonlight
- Mork & Mindy

### Sit Com
- Alice
- Arcibaldo
- Baby Sitter
- Casa Keaton
- Cuori senza età
- Genitori in Blue Jeans
- Get Smart
- Happy Days
- I Jefferson
- Il mio amico Arnold
- I Robinson
- L'albero delle mele
- La piccola grande Nell
- La tata
- Mary Tyler Moore
- Otto sotto un tetto
- Rosie
- Strega per amore
- The Lucy Show
- Tre cuori in affitto
- Tre nipoti e un maggiordomo
- Willy, il principe di Bel-Air
- Mr. Bean

### Drama e Teen Drama
- Beverly Hills 90210
- L'ora di Alfred Hitchcock
- Lou Grant

### Azione
- Batman
- Charlie's Angels
- Missione Impossibile
- Il ritorno di Missione Impossibile
- Supercar
- Top secret
- Wonder Woman

### Fantascienza
- L'incredibile Hulk
- Star Trek
- L'uomo di Atlantide
- UFO
- Spazio 1999

### Crime
- Agente Pepper
- Arsenio Lupin
- CHiPs
- Colombo
- Ellery Queen
- Hawaii Five-O
- Le strade di San Francisco
- Magnum, P.I.
- Mai dire sì
- Miami Vice
- Nero Wolfe
- New York New York
- Perry Mason
- Serpico
- Starsky & Hutch
- T.J. Hooker

### Animazione
- I Simpson (st.1-11)

## Speaker di Fox Retro
Lo speaker della rete era il doppiatore Paolo Marchese

## Ascolti

### Share 24h* di FOX Retro
|      | Gennaio | Febbraio | Marzo | Aprile | Maggio | Giugno | Luglio | Agosto | Settembre | Ottobre | Novembre | Dicembre | Media anno |
| ---- | ------- | -------- | ----- | ------ | ------ | ------ | ------ | ------ | --------- | ------- | -------- | -------- | ---------- |
| 2012 | 0.08%   | 0.07%    | 0.02% | 0.08%  | 0.10%  | 0.10%  | 0.11%  | 0.11%  | 0.09%     | 0.09%   | 0.09%    | 0.08%    | 0,09%      |
| 2013 | 0.07%   | 0.06%    | 0.05% | 0.05%  | 0.05%  | 0.06%  | 0.06%  | 0.03%  | 0.05%     | 0.07%   | 0.07%    | 0.08%    | 0,06%      |
| 2014 | 0.07%   | 0.06%    | 0.05% | 0.04%  | 0,05%  | 0,05%  | 0.06%  | 0,06%  | 0,07%     | 0,07%   | 0,06%    | 0,04%    | 0,06%      |

* Giorno medio mensile su target individui 4+